# Balpyk Bi
Balpyk Bi (în kazahă Балпық би) este o așezare și capitală a raionului Kotsu din regiunea Almatî din sud-estul Kazahstanului. Până în 1942 era denumit Dunghene, iar apoi, până în 1998, Kirovski. Denumirea actuală este cea a eroului militar kazah Balpyk Derbisaliuly. În 2009 avea 12.654 locuitori.

## Personalități născute aici
- Viktoria Daineko (n. 1987), cântăreață.